# Pere Dot i Martínez

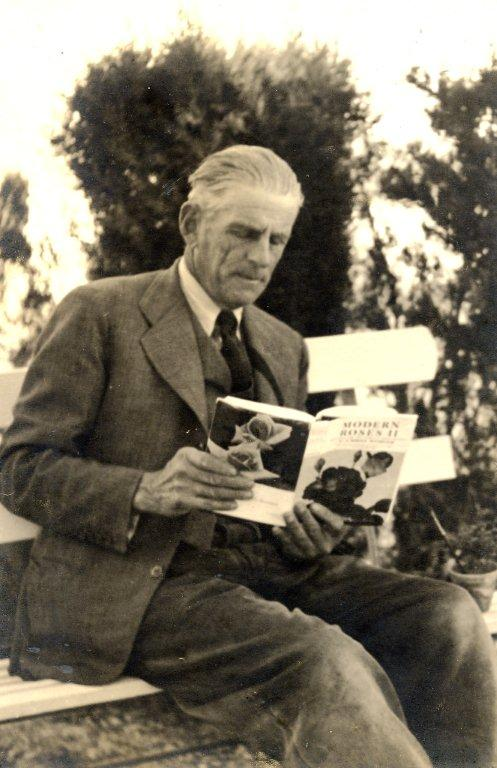
Pere Dot a la terrassa de Sol i Vent llegint Modern Roses II.

Pere Dot i Martínez (Sant Just Desvern, 28 de març de 1885 - 1976) fou un roserista català, un dels grans creadors de roses del món. Moltes de les seves varietats són, encara avui, reconegudes com a rosers únics per les seves característiques i pel que, en el seu moment, van significar: descobriments genuïns i creacions originals. Fou un dels principals impulsors de l'Exposició de Roses de Sant Feliu de Llobregat.

## Biografia
Pere Dot va néixer el 28 de març de 1885 a la finca de la Torreblanca, (Sant Just Desvern), propietat dels marquesos de Monistrol. El seu pare treballava en la remodelació del jardí, que incloïa un petit roserar, i en la modernització dels conreus d’aquesta propietat. La finca està a tocar de Sant Feliu de Llobregat, població on Pere Dot va ser batejat i va anar a viure l'any 1906, i on va desenvolupar, ell i la seva família, la seva vida social i activitat professional.
El seu pare, Simó Dot i Canalias, fill de pagesos, era un reconegut jardiner, amb viver propi, especialitzat en la producció d’arbres fruiters, i tenia relacions comercials arreu d’Europa. A ell es deu la fixació d’una mutació de Sophora: Sophora pendula 'doteana'. L’any 1900 va estar delegat, per la Diputació de Barcelona, per anar a l’Exposició Internacional de París. Casat amb Benita Martínez, va tenir quatre filles (Paula, Carme, Teresa i Pilar) i un fill (Pere).
Amb aquest entorn no és estranya la vocació de Pere cap al món de la jardineria. De jove, a l'edat de 16 anys, va treballar amb Joaquim Aldrufeu Arguyol, el primer que va hibridar roses al nostre país (R. Reina Maria Cristina, 1894. R. Joaquim Aldrufeu Arguyol, mort 28 Març 1896) i un dels principals jardiners i viveristes d’aquells temps, de qui va aprendre l’ofici a més de les tècniques del moment relacionades amb els rosers. El 1910, en un viatge per ampliar coneixements, va anar a l'Exposició Universal de Brussel·les (1910) i sembla que va visitar diverses exposicions de flors i professionals del sector. Durant el viatge va passar per París, i al costat del Pont Neuf del riu Sena va adquirir el llibre Les Rosiers de Cochet-Cochet i Mottet: sembla que aquesta va ser una troballa cabdal per a les seves inclinacions cap al món de les roses.
El 1923 va presentar les seves primeres creacions: les roses Francesc Corbera, O. Junyent i Margarita Riera. El 1924 va guanyar el seu primer premi a París, un certificat al mèrit, en el concurs de roses noves de Bagatelle, amb la rosa Margarita Riera. Entre el 1924 i el 1957 va aconseguir 26 medalles d’or i 17 certificats de mèrit.
L'any 1928, a l'entitat Ateneu Santfeliuenc, va fer la seva primera exposició de roses a la ciutat de Sant Feliu de Llobregat, germen del que ha estat l’Exposició Nacional de Roses de Sant Feliu de Llobregat i que ha perdurat fins ara.
Va ser nomenat fill predilecte (1932) i medalla d’or de la ciutat de Sant Feliu (1971), i se li dedicà primer un carrer i després una plaça amb un monument.

## Les relacions internacionals
Ben aviat, a més de la seva participació en els concursos internacionals, va mantenir relacions amb nombrosos roseristes (M. Leenders, Kordes, Levequè, Pernet, Hewart, Dikson, Mallerin, Bucher …) i viveristes d’arreu del món, com, per exemple, val la pena remarcar que en el catàleg de Hazlewood Bros Ltd. (Austràlia) de 1929 ja figuren un bon nombre de roses seves (Canigó, Àngel Guimerà, Apeles Mestres, Marí Dot …). Cal remarcar la seva relació amb els EUA (en l’àmbit comercial amb Conard Pyle); escrivia o era present amb certa assiduïtat a l’American Rose Annual i es va relacionar, al llarg del temps, amb el Dr. JH Nicolas, director tècnic de Jackson and Perkins, que aconsellat per Forestier el va visitar a Sant Feliu per primera vegada l'any 1925, i amb el Dr. Griffith Buck, amb qui, després de la Segona Guerra Mundial, va tenir una fluida correspondència. El 1981, el Dr. Griffith Buck li va dedicar una rosa: 'El català.'
Sembla que, primer gràcies als ajuts de la Generalitat i després al suport continuat dels americans, va poder seguir treballant i investigant durant la guerra civil, en la qual els seus dos fills, Simó (1916-2008) i Marí (1918–1994), van ser al front de batalla amb les tropes republicanes. L’ajut dels EUA va continuar durant la postguerra.
El 1939, un cop ocupada Catalunya per les tropes franquistes, va presentar la seva primera rosa en miniatura, Estrellita de Oro, fruit de la seva recerca amb la rosa Indica Mínima (Chinensis Mínima). La postguerra al nostre país i la Segona Guerra Mundial van dificultar la projecció nacional i internacional d’aquesta innovació i de la seva persona.

## La recuperació a partir de finals dels anys 40

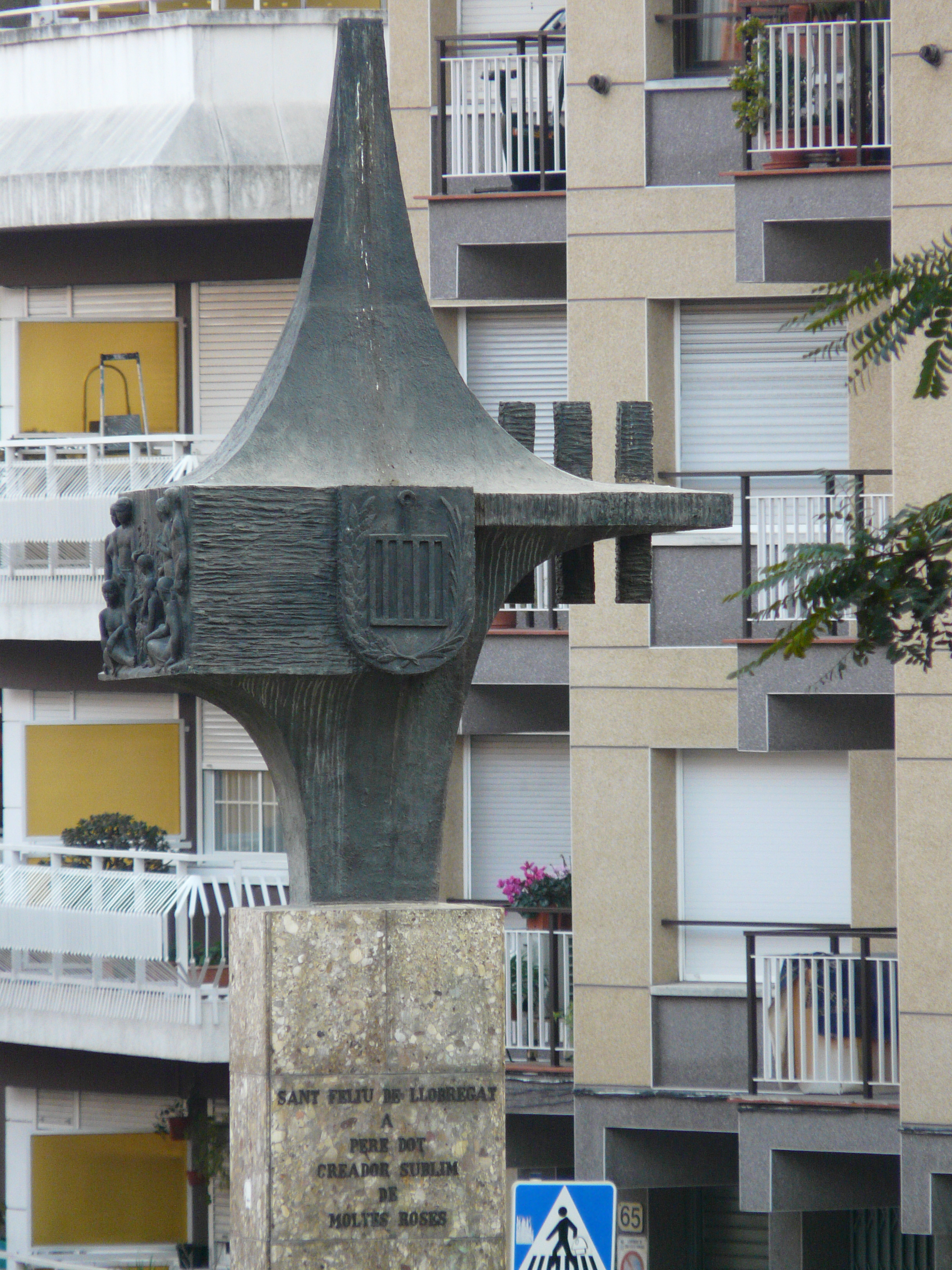
Monument a Pere Dot, a la plaça Pere Dot de Sant Feliu de Llobregat

No va ser fins a finals dels anys 40, quan el món es començà a recuperar de la guerra mundial, que es recuperaren també les exposicions de roses a Catalunya i a la ciutat de Sant Feliu de Llobregat (1949).
Pere Dot culminà la trajectòria de les roses miniatures l'any 1957, quan va aconseguir la rosa Si, una miniatura entre els miniatures, considerada la rosa més petita del món.
Amb la reincorporació al negoci familiar dels seus fills, Simó i Marí, en finalitzar la guerra, Roses Dot va tenir un moment de gran projecció i creixement fins als anys 70, moment en què, per qüestions de creixement urbanístic de la ciutat, van dividir el negoci i Pere i Simó, amb els fills d’aquest (Jordi, Albert i Pilar) es van traslladar a Vilafranca, i Marí, amb els seus fills (Robert, Víctor i Pere), a Cervelló.
Pere Dot va morir a Vilafranca del Penedès l'any 1976.
El 1998 la ciutat de Sant Feliu va començar la creació d’un roserar que porta per nom Roserar de Dot i de Camprubí.
El 2010, a través d’un projecte de l'entitat local Amics de les Roses de Sant Feliu de Llobregat (creada l'any 2003) es va celebrar el 125è aniversari del naixement de Pere Dot amb l’objectiu de recuperar, reconèixer i divulgar la seva figura i el seu llegat.

## Recerca

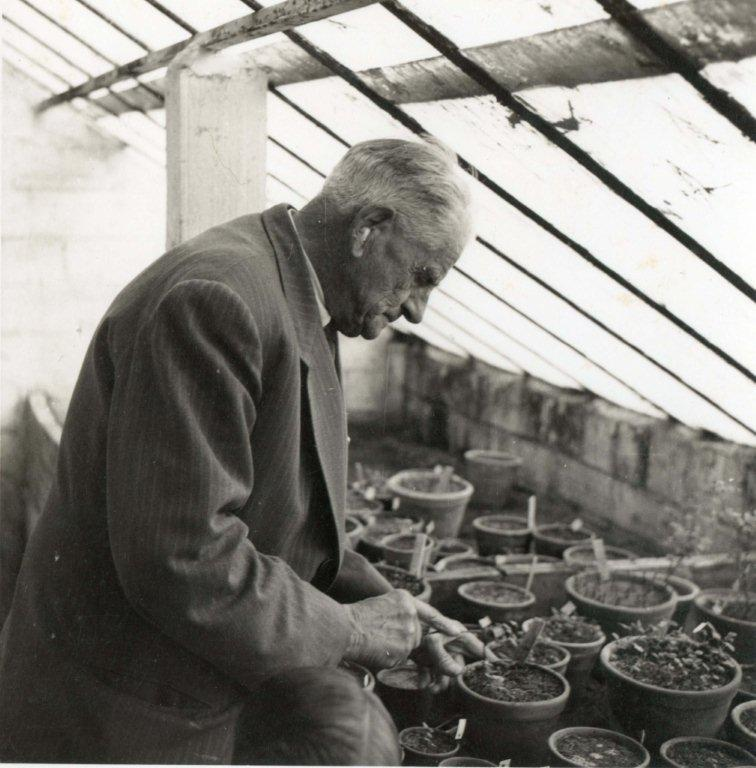
Pere Dot a l'hivernacle del seu viver

Des dels seus començaments, la recerca de formes, colors i olors, així com l'aclimatació dels rosers a la Mediterrània, va estar sempre en el punt de mira de Pere Dot. La seva recerca a través de Pernetianes amb la introducció de nous colors, com el taronja (Ramón Bach,1938; Maria Peral, 1941) i el groc pur (Joaquim Mir, 1940,); el treball amb roses de colors pastel lluminosos (Duquesa de Peñaranda, 1931; Federico Casas,1932, Catalònia, 1931,Angels Mateu, 1934), moltes d’elles bicolors (Condesa de Sàstago, 1932, Golden Sàstago, 1938); i amb H. Remontants (Isabel Llorach, 1929...)Els seus creuments amb; R. Moyesii (Nevada, 1927), Indica mínima (Estrellita de Oro,1940, Perla de Alcanada,1944, Perla de Montserrat,1945....); la creació de la rosa més petita coneguda (Si, 1957); roses Molsoses, amb la introducció del groc en aquesta tipologia (Golden Moss, 1932); híbrids de te (com el trep. Mme Gregoire Staechelin, 1927, Pedro Veyrat, 1933. ....). Tots aquests treballs i l’obtenció de prop de 180 varietats de roses van fer, han fet, de Pere Dot un roserista innovador de projecció internacional.

## Galeria d'imatges

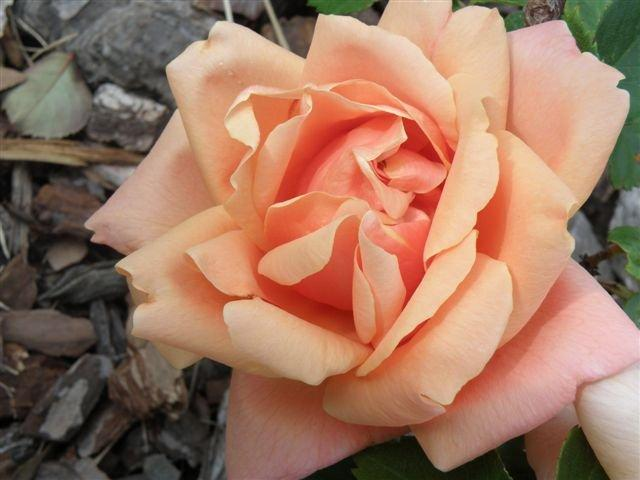
Duquesa de Peñaranda, HP. P. Dot, 1931.
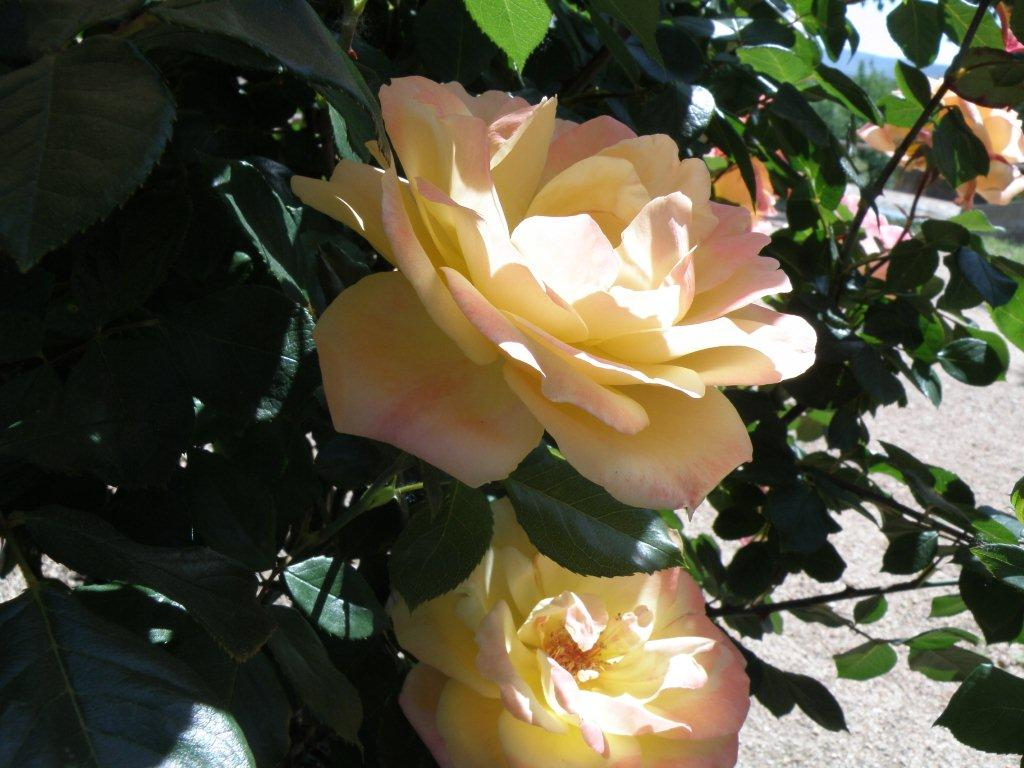
Federico Casas, HT, P. Dot. 1932.
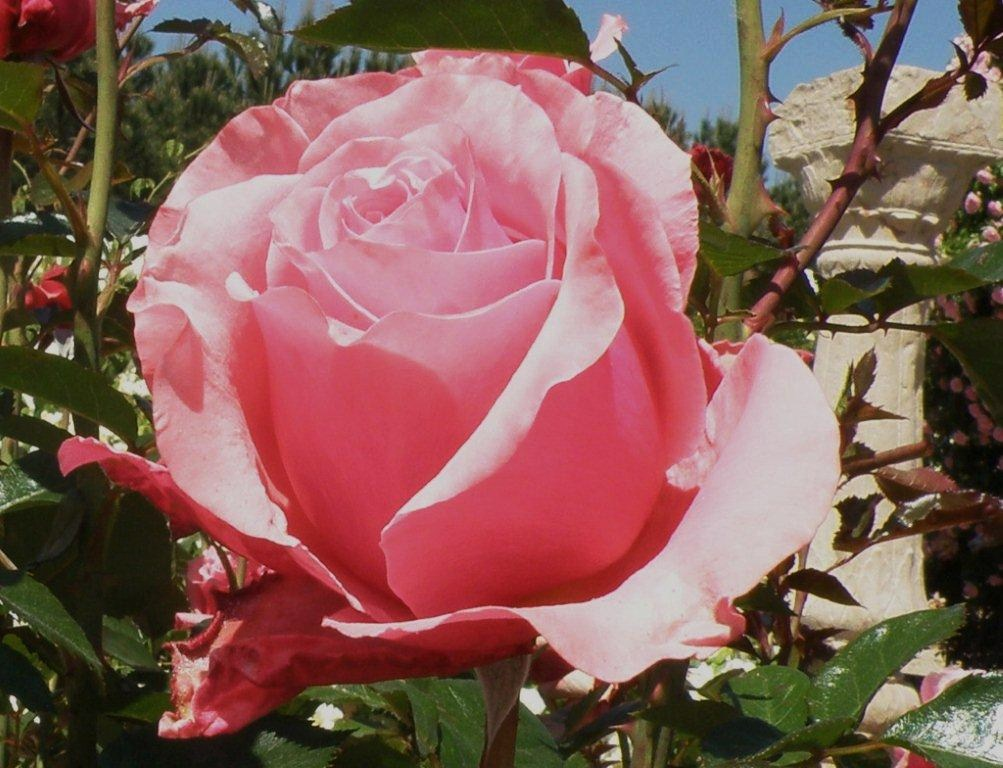
Miquel Aldrufeu,HT (Linda Porter als EUA), P. Dot, 1957.
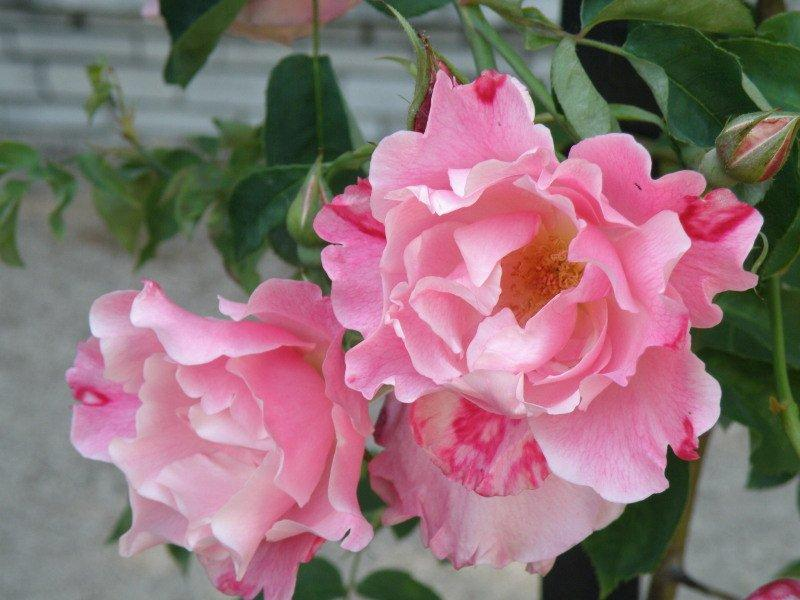
Mme Grégoire Staechelin, HT. trep., P. Dot, 1927.
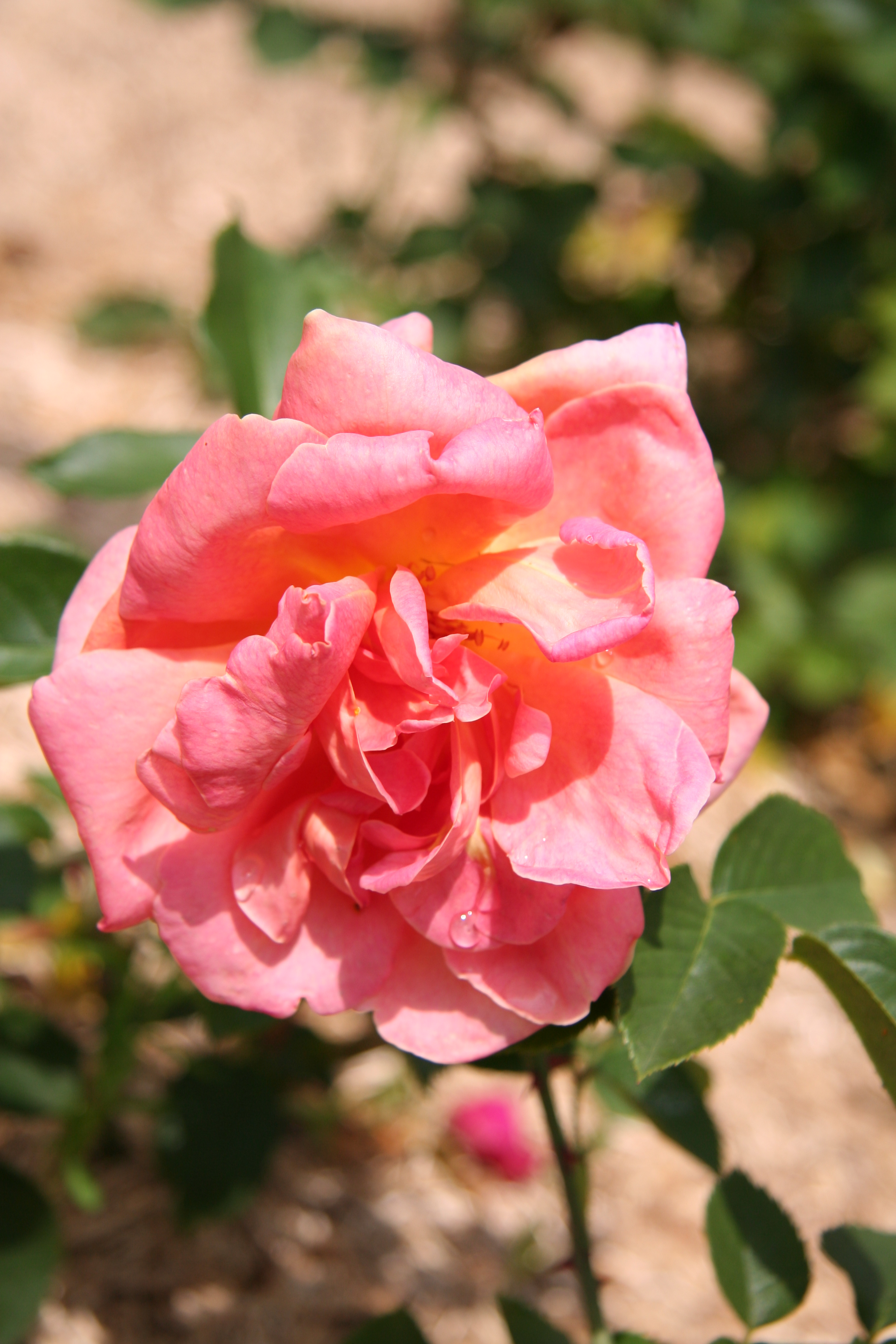
Luis de Briñas', HT, P. Dot 1932.
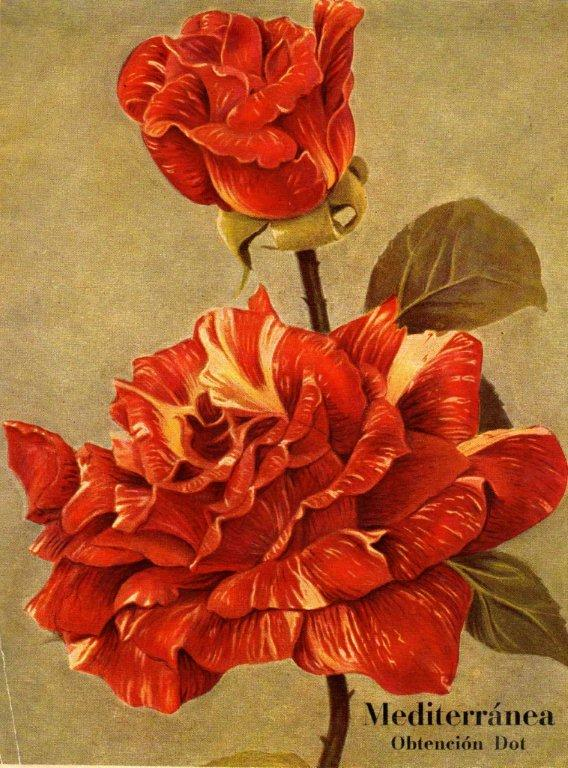
Mediterrànea, HT,. P. Dot, 1943, portada catàleg de Roses Dot del 1943
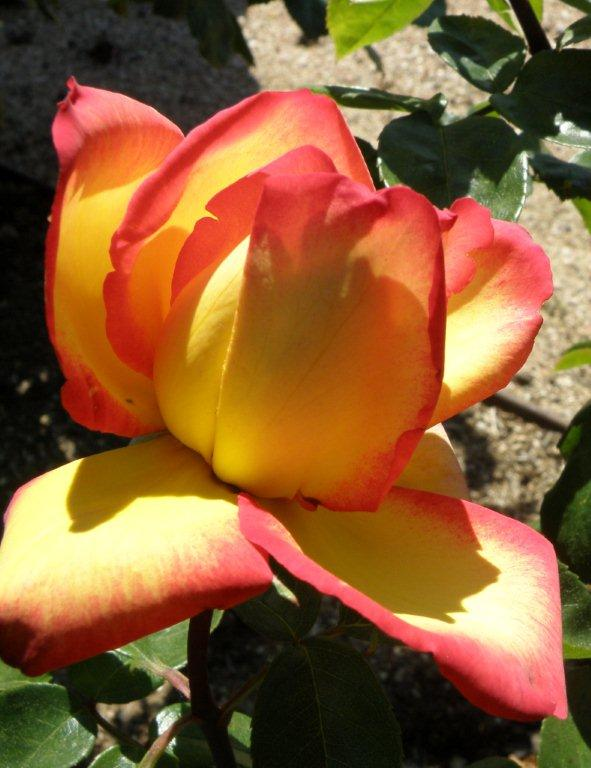
Hong Kong, HT, P. Dot, 1962.
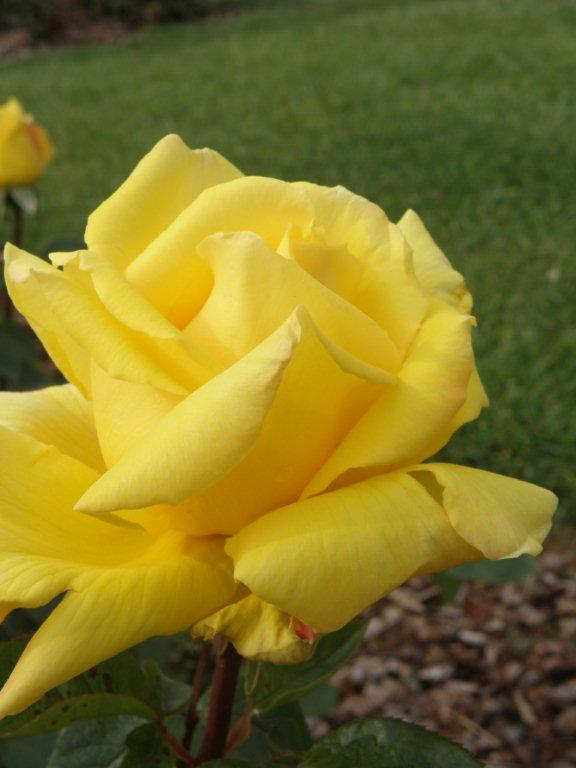
Joaquin Mir, HT, P. Dot 1940.
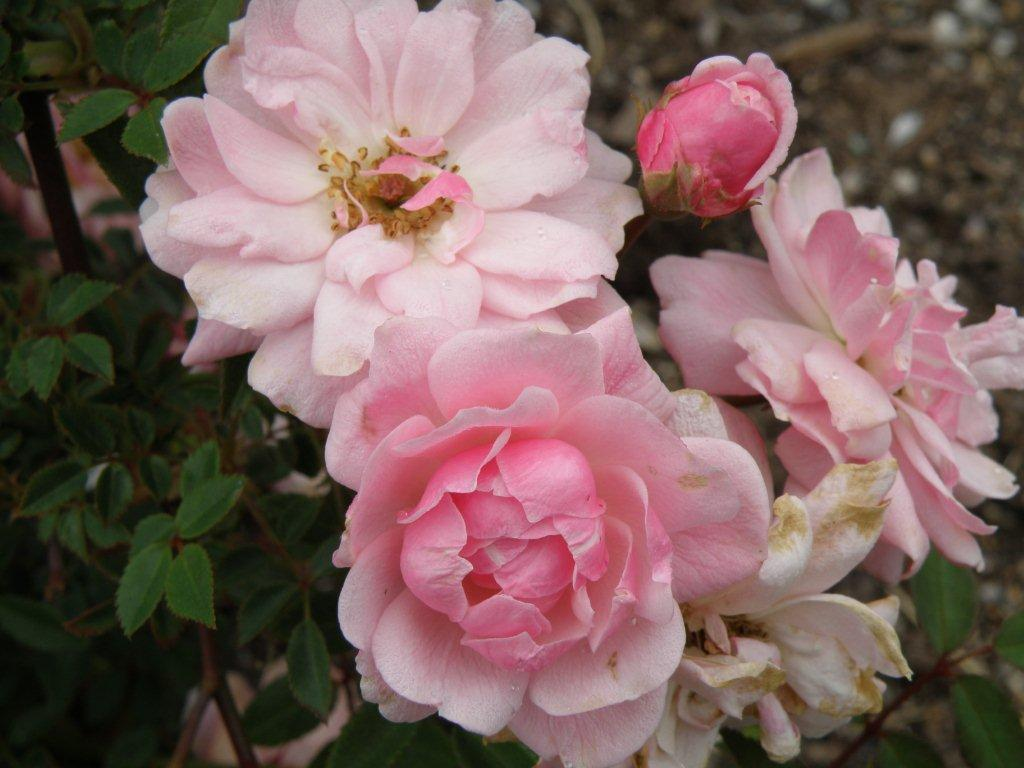
Perla de Montserrat', miniatura, P. Dot 1945.
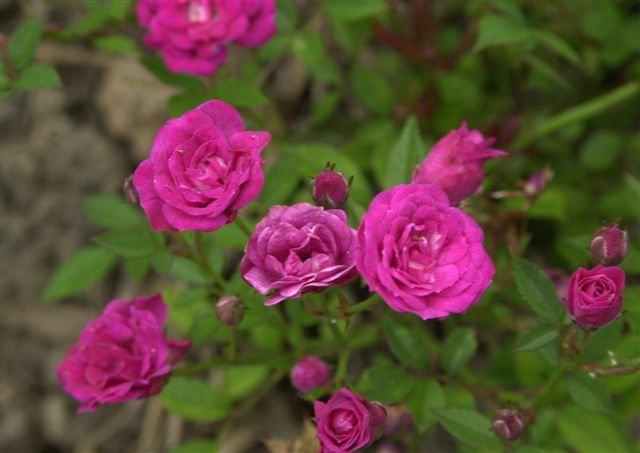
Perla de Alcanada, P. Dot, 1944
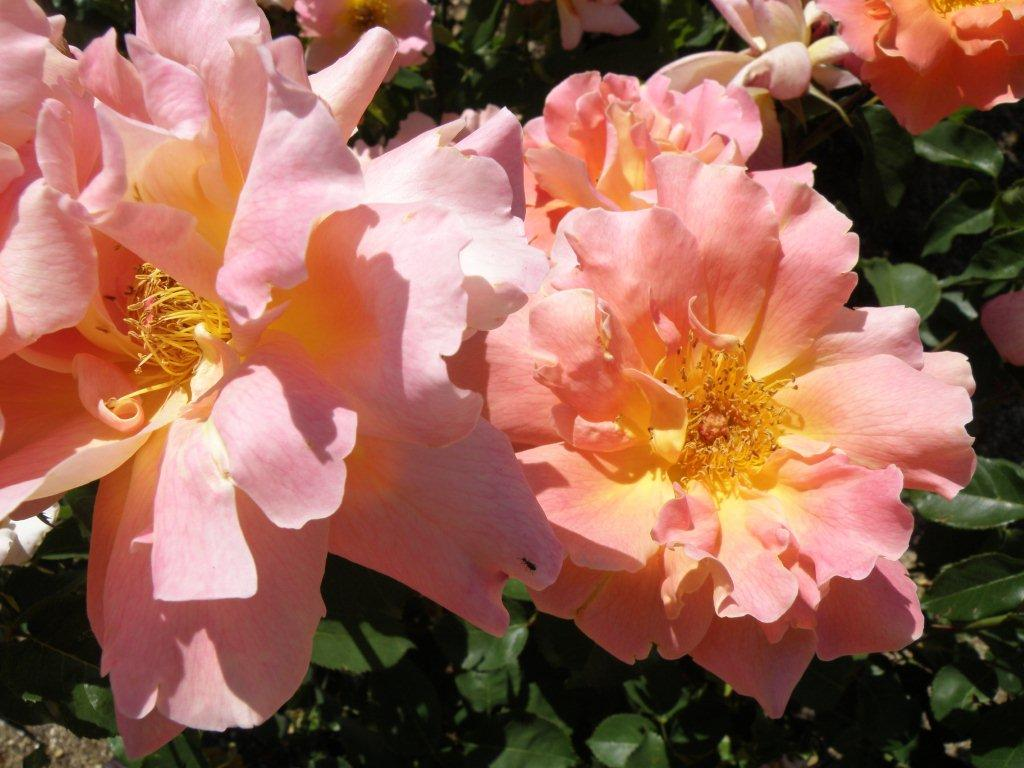
Ramon Bach, HT, P. Dot 1938
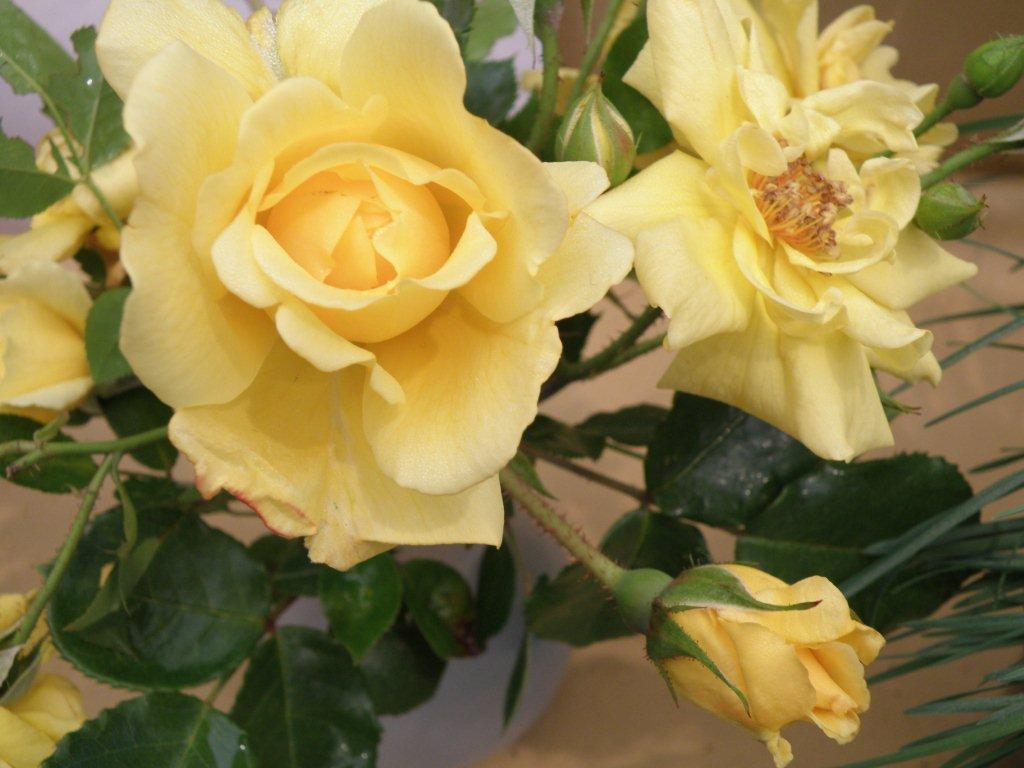
Rosina, Miniatura, P. Dot 1951